# Sojuz TM-12
La Sojuz TM-12 è stata la 12ª missione diretta verso la stazione spaziale russa Mir.

## Equipaggio
| Ruolo                  | Equipaggio al lancio                               | Equipaggio all'atterraggio                            |
| ---------------------- | -------------------------------------------------- | ----------------------------------------------------- |
| Comandante             | Anatolij Arcebarskij, Roscosmos Mir 9 Primo volo   | Anatolij Arcebarskij, Roscosmos Mir 9 Primo volo      |
| Ingegnere di volo      | / Sergej Krikalëv, Roscosmos Mir 9/10 Secondo volo | Toqtar Äwbäkirov, Kazakistan Primo volo               |
| Cosmonauta Ricercatore | Helen Sharman, Project Juno Primo volo             | Franz Viehböck, Agenzia spaziale austriaca Primo volo |

### Equipaggio di riserva
| Ruolo                  | Equipaggio                  | Equipaggio                  |
| ---------------------- | --------------------------- | --------------------------- |
| Comandante             | Aleksandr Volkov, Roscosmos | Aleksandr Volkov, Roscosmos |
| Ingegnere di volo      | Aleksandr Kaleri, Roscosmos | Aleksandr Kaleri, Roscosmos |
| Cosmonauta Ricercatore | Timothy Mace, Project Juno  | Timothy Mace, Project Juno  |

## Parametri della missione
- Massa: 7.160 kg
- Perigeo: 389 km
- Apogeo: 397 km
- Inclinazione: 51,6°
- Periodo: 1 ora, 32 minuti e 24 secondi